# Jiří Kocan (kněz)
Jiří Kocan (20. října 1899, Bartyšov, okres Tlumač ve východní části Haliče /dnešní Ukrajina/ – 13. dubna 1971 Přerov), učitel náboženství a farář Církve československé husitské.

## Život

### 1. republika
Středoškolská studia zahájil ve Stanislavově, nostrifikační maturitní zkoušku absolvoval v Brně. V letech 1917–1920 sloužil jako vojín v armádě. Do Církve československé husitské vstoupil 18. dubna 1922. V témže roce 29. listopadu uzavřel sňatek s Marií, rozenou Králíkovou. V manželství se narodila dcera Naděžda (*1927) a syn Jiří (*1934). Po rozloučení prvního manželství v lednu 1938 se oženil s Františkou, rozenou Vykydalovou. V nové rodině společně vychovával ještě nevlastního syna Lubomíra (*1929).
Koncem r. 1922 byl vyslán se skupinou prvních jedenácti bohoslovců Církve československé husitské na teologická studia do Srbska. Nově se rodící církev se totiž nemohla opřít o vlastní bohoslovecký seminář či fakultu. Po čtyřech letech strávených na pravoslavném učilišti sv. Sávy ve Sremských Karlovcích složil odbornou bohosloveckou zkoušku (12. 6. 1925). Ještě předtím tam byl v prosinci 1924 biskupem Dositejem vysvěcen na jáhna.
Po návratu do vlasti složil před diecézní komisí Církve československé husitské v Olomouci zkoušku pro výuku náboženství na obecných a měšťanských školách (30. 8. 1925) a působil jako katecheta v Brně-Žabovřeskách (1925–1927). Průběžně si doplňoval teologické vzdělání na Husově československé evangelické fakultě bohoslovecké v Praze, dva semestry navštěvoval rovněž Filozofickou fakultu v Brně.
Dne 4. července 1926 byl v Olomouci vysvěcen na kněze. V roce 1927 se rozhodl nastoupit do kněžské služby v Církvi československé husitské a byl ustanoven pomocným duchovním v Brně (1927–1932). V roce 1933 byl přeložen do Brodku u Přerova, kde působil v duchovenské a katechetské službě až do r. 1959, kdy odešel do starobního důchodu. Od té doby nebyla již obec obsazena samostatným duchovním, ale byla administrována z Přerova na Moravě.

### Protinacistický odboj
V Brodku a přilehlých obcích prožil také dobu nacistické okupace. Patřil mezi vlastenecky zanícené duchovní, kteří se nebáli veřejně projevovat své postoje. Učinil tak například při oslavách 5. výročí zřízení Protektorátu Čechy a Morava během projevu majora Ladislava Balady. Za věřícími po léta zajížděl také do Tovačova a Velké Bystřice. Tam byl 24. září 1940 zatčen gestapem. O důvodech jeho uvěznění nejsou dochovány přesné záznamy, ale zřejmě souvisely s událostmi, které se v září 1940 ve Velké Bystřici odehrály. První bylo založení německé obecné školy a druhou položení květin studentem Stanislavem Mikoláškem 18. září 1940 na zbytek pomníku Svobody. Ten původně od jeho odhalení v r. 1923 tvořila i socha prezidenta T. G. Masaryka, za nacistické okupace však musela být odstraněna. Septimán Mikolášek byl za tento vlastenecký čin zatčen a po propuštění vyloučen ze studia. Je tedy možné, že gestapo pro výstrahu „českému živlu“ zatklo také „vlasteneckého“ kněze a katechetu. Vězněn byl do 30. září 1940 v Olomouci.

### Po roce 1945
Po r. 1945 se vedle duchovenské služby zapojil do práce v lidosprávě. V Brodku u Přerova byl předsedou sociální komise při Místním národním výboru, do orgánů lidosprávy byl zvolen rovněž v 50. letech.